# Teja Oblak
Teja Oblak, slovenska košarkarica, * 20. december 1990, Kranj
Teja Oblak je odrščala v Škofji Loki. Prihaja iz športne družine, saj je oče Matjaž nogometni trener in mlajši brat Jan profesionalni nogometaš in član reprezentance. Najprej je trenirala nogomet in košarko, pri enajstih letih se odločila za košarko, ki jo prvo vadila v OŠ Cvetka Golarja. Pridružila se je ženski ekipi v Škofji Loki in kmalu je postala vodila igralka v ekipi, saj je dosegala 19,5 točk na srečanje v sezoni 2008/09.
Prestopila je v takrat najboljši slovenski klub ŽKK Kranjska Gora, s katerim je osvojila dvakrat državno prvenstvo. 
Kasneje v karieri je nastopala za Celje, Polkowice (Poljska), Košice (Slovaška), Szekszárd (Madžarska) in USK Praha (Češka).
S Prago se uveljavila v najmočnješnem evropskem tekmovanju, osvojila je dvakrat tretje mesto (2019, 2024), aprila 2025 je doživela uspeh kariere z zmago evrolige.
Od 2009 je stalna reprezentanka slovenskih članic. Nastopila na štirih evropskih prvenstvih v letih 2017, 2019, 2021 in 2023. Na zadnjem je bila kapetanka ekipe.